# Ja, Zoo
Ja, Zoo è il terzo ed ultimo disco solista del chitarrista degli X Japan Hide.
Il disco fu il primo ad essere immesso nel mercato con il nome di hide with Spread Beaver, e venne pubblicato dalla band senza il membro fondatore che morì il 2 maggio 1998.

## Tracce
1. Spread Beaver – 3:22
2. Rocket Dive – 3:41
3. Leather Face – 3:05
4. Pink Spider – 3:41
5. Doubt '97 (Mixed Lemoned Jelly Mix) – 3:47
6. Fish Scratch Fever – 3:45
7. Ever free – 3:38
8. Breeding – 5:01
9. Hurry Go Round – 5:29
10. Pink Cloud Assembly – 2:21

## Formazione
- Hide - voce, chitarra (Tutte le tracce), basso (Tracce 2; 4; 6; 7; 8; 10)
- JOE - batteria (Tracce 1; 2; 4; 6; 7; 8; 9; 10), cori (Traccia 6)
- KIYOSHI - chitarra (Tracce 1; 9)
- KAZ - chitarra (Tracce 1; 6), cori (Traccia 6)
- CHIROLYN - basso (Traccia 3; 9), cori (Traccia 6)
- PATA - chitarra (Tracce 6; 9)
- D.I.E. - pianoforte (Traccia 10), B-3 (Traccia 1), cori (Traccia 6), tastiere (Traccia 2)
- Eric Westfall - pianoforte (Traccia 8)
- TETSU - cori (Traccia 6)
- I.N.A. - arrangiamenti (Tracce 1; 6; 10), cori (Traccia 6)
- Marron-B - Tamburello basco (Traccia 7)
- Hide Fujiko - voce femminile (Traccia 4)
- Eiki "yana" Yanagita - batteria (Traccia 4)
- Neko Saito Group - archi (Traccia 9)